# Khangchenné
Khangchenné Sonam Gyalpo, (tibetanska: ཁང་ཆེན་ནས་བསོད་ནམས་རྒྱལ་པོ, wylie: khang-chen-nas bsod-nams rgyal-po), död den 5 augusti 1727, var den förste regenten från adelshuset Gashi. Han ledde det tibetanska Kashag-kabinettet 1721-1727 under perioden med Tibet under Qingdynastin.
Han mördades av kabinettsmedlemmarna i sin regering vilket utlöste ett kort inbördeskrig. 

## Vägen till makten
Khangchenné ('Han från Khangchen') ofta med titeln Dai-ching Batur i tibetanska källor, hörde inte till något av de äldre adelshusen i Tibet. Han gjorde karriär tack vare att Lhabzang Khan 1715 hade utnämnt honom till guvernör över Västra Tibet, Ngari. Samtidigt blev han också statsminister i området underställd bara Lhabzang Khan. Denna ställning nådde han kanske genom att vara gift med en av Lhabzang Khans döttrar.
När dzungarerna invaderade Tibet från nordväst 1717 som en del i strategin att behärska Inre Asien och kontrollera Qingdynastin var Khangchenné den första att varsko Lhabzang Khan om faran. Vid dzungarernas invasion dödades Lhabzang Khan i Lhasa i november 1717 och Tagtsepa utsågs till marionettledare.
Efter erövringen drog sig Khangchenné tillbaka till Ngari och gjorde sitt bästa för att försvåra kommunikationen mellan dzungarerna i Tibet och Dzungariet. 1719 genomförde han ett framgångsrik attack mot en beriden truppstyrka av dzungarer som transporterade officerare som tillhört Lhabzang Khans stab till Dzungariet. Efter tre års ockupation lyckades Qingdynastin erövra Tibet från dzungarerna och marionettledaren Tagtsepa avrättades.
För sitt bistånd till Qingdynastin utnämndes Khangchenné av Kangxi till överhuvud för det tibetanska Kashag-kabinettet . Han erhöll nu titeln Dai-ching Batur och talman för kabinettet. Den nya tibetanska regeringen hade stora svårigheter att brottas med. Förutom den enorma inflationen hade man problem att försörja den kinesiska garnison som stationerats i Tibet med 3000 soldater. Garnisonen drogs visserligen tillbaka 1723, men det ställde regeringen utan militärt stöd och ledde till revolter.
Khangchennés försök att regera från Ngari fungerade inte så bra, eftersom det politiska livet var koncentrerat till Lhasa. 1725 beordrade Yongzheng-kejsaren honom att flytta till Lhasa. Khangchennés äldre bror Gashipa Tseten Tashi fick ansvaret för Ngari.

## Mordet på Khangchenné
Khangchenné hade stor kompetens som ledare, men upplevdes som arrogant och svår att samarbeta med inom kabinettet. Hans impopularitet ökade ytterligare efter ett edikt från Yongzheng-kejsaren som förbjöd Nyingmainriktningen av tibetansk buddhism som Dalai lama såg som hädisk. Hela det övriga kabinettet var motståndare till ediktet, men Khangchenné drev ändå igenom det.
Från första början var Kashag-kabinettet uppdelat i två fientliga lager med Khangchenné och Pholhané på ena sidan, som lojala med den kinesiske kejsaren. På den andra sidan stod Ngaphöpa Dorje Gyalpo, Lumpané Tashi Gyalpo and Jarané, som representerade den gamla tibetanska adeln och stöddes av fadern till den sjunde dalai lama, Kelzang Gyatso. Söndringen ledde med tiden till ett beslut att eliminera Khangchenné och Pholhané. Den sjunde dalai lama varnade de båda kabinettsmedlemmarna men Khangchenné tog inte varningen på allvar. Den 5 augusti 1727 möttes kabinettet i Jokhang-templet. Vid mötet knivmördades Khangchenné. Samtliga närvarande kabinettsmedlemmar deltog i mordet.
Efter mordet tog Polhané Sönam Topgyé över som ny regent i det kinesiska protektoratet Tibet.